# Joris Jansen Rapelje
 (signalé en juillet 2025).
Si vous disposez d'ouvrages ou d'articles de référence ou si vous connaissez des sites web de qualité traitant du thème abordé ici, merci de compléter l'article en donnant les références utiles à sa vérifiabilité et en les liant à la section « Notes et références ».
- Archive Wikiwix
- Bing
- Cairn
- DuckDuckGo
- E. Universalis
- Gallica
- Google
- G. Books
- G. News
- G. Scholar
- Persée
- Qwant
- (zh) Baidu
- (ru) Yandex
- (wd) trouver des œuvres sur Wikidata

Joris Jansen Rapelje (28 avril 1604 - 21 février 1662/63) est un membre du conseil des douze hommes de la colonie néerlandaise de la Compagnie néerlandaise des Indes occidentales. Lui et sa femme Catalina (Catalyntje) Trico (1605–1689) sont parmi les premiers colons de la Nouvelle-Néerlande.